# Conel Hugh O'Donel Alexander
Conel Hugh O'Donel Alexander (Cork, 19 aprile 1909 – Cheltenham, 15 febbraio 1974) è stato un crittografo e scacchista irlandese naturalizzato britannico, impegnato a Bletchley Park nel decifrare la macchina Enigma e Maestro Internazionale di scacchi.

## Biografia
Nato in Irlanda, si trasferì con la famiglia all'età di 11 anni a Birmingham. Nel 1928 vinse una borsa di studio per studiare matematica al King's College dell'Università di Cambridge, dove si laureò nel 1931. Insegnò matematica a Winchester dal 1932 al 1938. 
Durante la seconda guerra mondiale Alexander fu uno dei principali criptoanalisti impegnati a Bletchley Park nel decifrare i messaggi segreti tedeschi, tra cui il famoso Codice Enigma. Lavorava sotto la supervisione di Alan Turing e anche Harry Golombek faceva parte di questa équipe. Dal 1944 fu addetto alla decifrazione del codice segreto giapponese JN-25.

### Carriera scacchistica
Vinse due volte il Campionato britannico, nel 1938 e 1956. Partecipò a sei olimpiadi degli scacchi dal 1933 al 1958, vincendo una medaglia di bronzo individuale alle Olimpiadi di Folkestone 1933. 
Tra i migliori risultati di torneo il secondo posto con Paul Keres, dietro a Samuel Reshevsky, al Torneo di Hastings 1937/38 e le vittorie nello stesso torneo nel 1946/47 (davanti a Savielly Tartakower) e nel  1953/53 (alla pari con David Bronstein). In quest'ultimo torneo vinse sia contro Bronstein che contro Alexander Tolush. 
Non partecipò mai a tornei nei paesi dell'est europeo perché, essendo impegnato in lavori di crittoanalisi 
col ministero della difesa britannico, non gli veniva permesso dalle autorità. 
Nel 1946 vinse una partita contro Mikhail Botvinnik nel radio-match Gran Bretagna-Unione Sovietica. 
Curò la rubrica scacchistica del Sunday Times negli anni sessanta e settanta.

## Opere
Scrisse numerosi libri di scacchi, tra cui i seguenti:
- Di più sugli scacchi, Garzanti, 1979
- Fischer vs. Spassky, Reykjavik 1972, Penguin Books, 1972
- The Penguin Book of Chess Positions, Penguin Books, 1973
- A Book of Chess, Hutchinsons, 1973
- Alexander on Chess, Pittman, 1974
- Learn Chess: A New Way for All. Vol 1: First Principles, 1963 (con T.J. Beach)
- Learn Chess: A New Way for All. Vol 2: Winning Methods, 1973 (con T.J. Beach)
- Chess problems: Introduction to an Art, Lipton, (con Michael Matthews e John Rice)
- Alekhine's best games of Chess: 1938-1945, G. Bell and Sons, 1966
- Learn Chess: A New Way for All, Pergamon Press, 1963